# Bledisloe Tump
Bledisloe Tump ist eine abgegangene Burg im Dorf Awre in der englischen Grafschaft Gloucestershire.
Die erste Burg an dieser Stelle entstand im 11. oder Anfang des 12. Jahrhunderts und war ein einfaches Holzgebäude. Der Standort wurde ausgewählt, weil sich dort eine natürliche Erhöhung über dem Severn befindet. Ein späterer Mound, 18 Meter breit und 2,1 Meter hoch, wurde dort ebenfalls aufgerichtet und man vermutet, dass dies eine niemals fertiggestellte Motte gewesen sein könnte. Es ist möglich, dass ihr Bau in der Zeit der Anarchie im 12. Jahrhundert begonnen wurde, und eine Theorie, dass die Burg von den Truppen König Heinrichs II. nach einem Konflikt als Teil einer größeren Burgenvernichtungsaktion in Gloucestershire in den 1150er-Jahren zerstört worden sein könnte.
Das Gelände diente später als Treffpunkt der Harde von Bledisloe und eine weitere Theorie geht davon aus, dass der Mound speziell für diese Treffen errichtet worden sei. Ein Herrenhaus wurde später an dieser Stelle gebaut und die verbliebenen Erdwerke schließlich in den 1970er-Jahren zerstört.